# Chiesa di Santa Maria della Petrella
La chiesa di Santa Maria della Petrella è una chiesa sussidiaria nella frazione di Petrella di Ripatransone, in provincia di Ascoli Piceno, che risale al 1400.

## Storia
Il capitolo lateranense concesse nel 1400 ai fedeli di Ripatransone un proprio terreno per l'erezione di una chiesa come voto di protezione contro la peste che si stava diffondendo nel territorio. 
La chiesa venne costruita e, da subito, iniziarono lunghi lavori per decorarla con affreschi. La primitiva cappella risultò in tal modo interamente rivestita di dipinti.
Attorno alla metà del XV secolo venne aggiunto un porticato coperto adatto alla sosta dei pellegrini e dei viandanti, inoltre, sul lato nord, fu costruito un piccolo ricovero adatto ad ospitare chi viaggiava.
Nel XVI secolo il porticato fu chiuso diventando parte di una cappella interna alla chiesa e sopra l'arco di accesso alla cappella fu scolpito lo stemma capitolare del Laterano.
Con la seconda metà del XX secolo la proprietà della chiesa, in precedenza di un ente ospedaliero, passò alla parrocchia di San Michele Arcangelo e, in seguito, venne restaurata con lavori di consolidamento delle murature e di sistemazione degli affreschi.